# Caranx senegallus
Caranx senegallus, caranx jack eller senegaljack är en fiskart som beskrevs av Cuvier, 1833. Caranx senegallus ingår i släktet Caranx och familjen taggmakrillfiskar. Inga underarter finns listade.